# Obóz NKWD nr 45 w Ostaszkowie

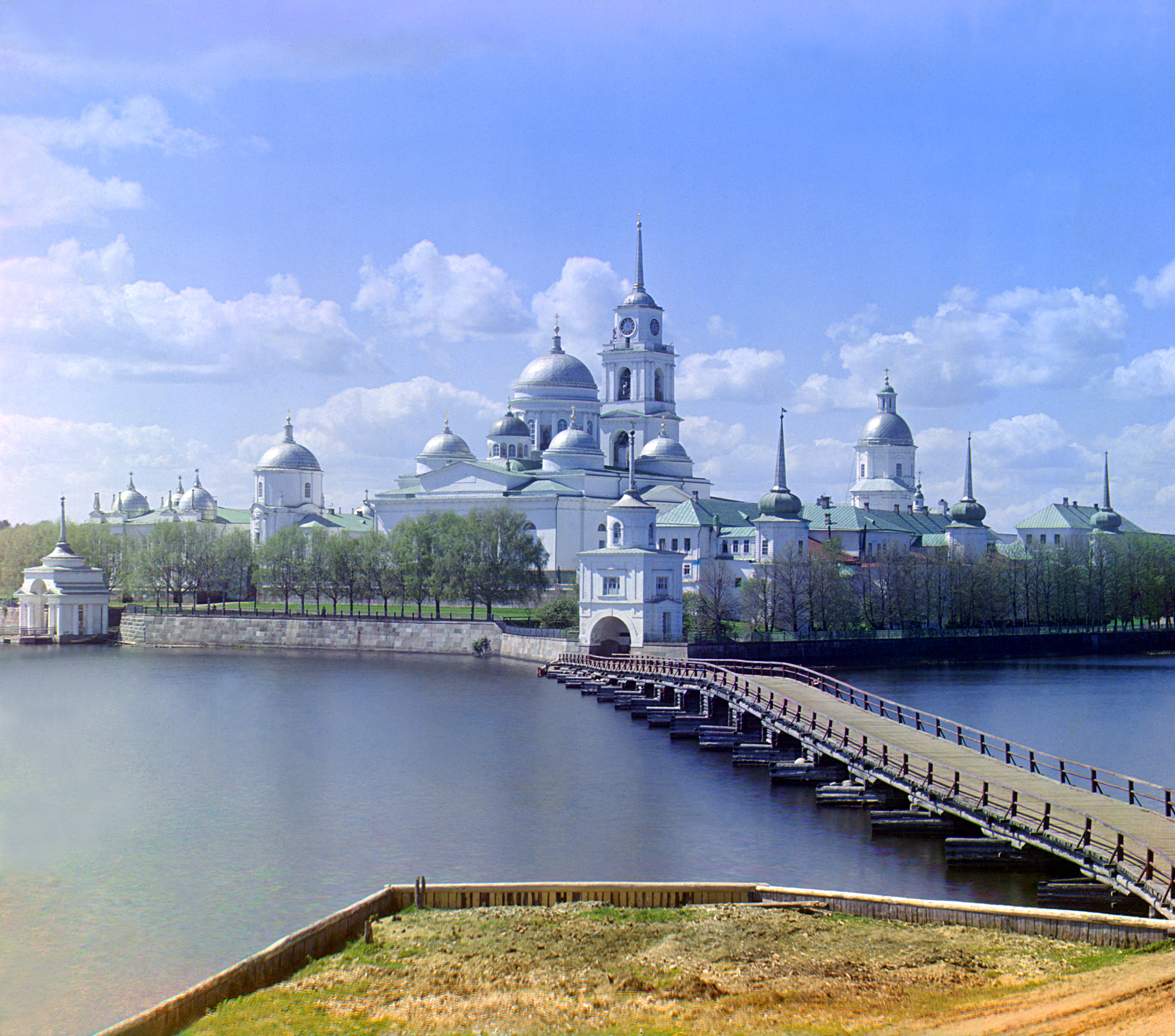
Pustelnia Niłowo-Stołobieńska, tu mieścił się obóz NKWD dla żołnierzy Armii Krajowej

Obóz NKWD nr 45 w Ostaszkowie – obóz NKWD utworzony w czasie II wojny światowej w Ostaszkowie dla internowanych żołnierzy Armii Krajowej.
Obóz został utworzony na miejscu obozu, gdzie przetrzymywano polskich jeńców wojennych po kampanii wrześniowej.
Kierowani tam byli ludzie z Białegostoku, Łomży, Białej Podlaskiej, Grodna, Ostrołęki i Suwałk. Pierwszy transport przyszedł do obozu z Białegostoku 19 listopada 1944 roku, dwa następne przed końcem roku. W obozie znalazło się około 3000 ludzi, w tym 300 kobiet. 